# D
D je peta črka slovenske abecede in četrta črka latinice.

## Pomeni
- v biokemiji je D enočrkovna oznaka za aminokislino aspartat
- kot rimska številka ima D vrednost petsto
- v kemiji je D simbol za devterij
- v geometriji je d ali D oznaka za premer kroga
- D je mednarodna avtomobilska oznaka Nemčije
- V mednarodnem sistemu enot
  - d, deci, je predpona SI; pomeni 10-1